# Lago Dreiburgen
El lago Dreiburgen (en alemán: Dreiburgensee) es un lago situado en la región administrativa de Baja Baviera, en el estado de Baviera (Alemania), a una elevación de 440 metros; tiene un área de 80 hectáreas. 